# Villar de Santos
Villar de Santos (oficialmente y en gallego, Vilar de Santos, desde 1985) es un municipio español de la provincia de Orense, en Galicia. Pertenece a la Comarca de La Limia.

## Geografía humana

### Demografía
Cuenta con una población de 795 habitantes (INE 2024).
| Gráfica de evolución demográfica de Vilar de Santos entre 1842 y 2021 |
| |
| Población de derecho según los censos de población del INE Población de hecho según los censos de población del INEEn estos censos se denominaba Villar de Santos: 1842, 1857, 1860, 1877, 1887, 1897, 1900, 1910, 1920, 1930, 1940, 1950, 1960, 1970 y 1981 |

### Organización territorial
El municipio está formado por catorce entidades de población distribuidas en dos parroquias:
- Parada de Outeiro (Santa María)
- Villar de Santos[2] (San Juan)[3]

## Alcaldes de Villar de Santos
Lista de alcaldes de Villar de Santos durante la transición y el período posterior.
- Antonio Blanco Sambreijome (1976-1979)
- Arturo Casas Cabrera (1979-1982) Primer alcalde electo.
- Henrique Martínez Pérez (1982-1983)
- Manuel Morales Cao (1983-1987) Candidatura Galega Progresista.
- Xosé Antón Jardón Dacal (1987-2007) Independiente / BNG.
- Xoan Xosé Jardón Pedras (2007-) BNG / Compromiso por Galicia.